# Отсчёт омера
Отсчёт о́мера (ивр. ספירת העומר‎, сфират ха-омер — «отсчёт [до возношения] снопа») в иудаизме — устный счёт 49 дней между праздниками Песах и Шавуот. Требование отсчёта омера содержится в заповеди Торы отсчитывать 49 дней, начиная со дня принесения в Храме жертвы, состоящей из ячменного снопа до дня принесения в жертву пшеницы на Шавуот. Отсчёт омера начинают на второй день Песаха и завершают в день перед праздником Шавуот («пятидесятым днём»).
Отсчёт омера отражает духовную подготовку и ожидание дарования Торы, данной Богом на горе Синай в начале месяца сиван, примерно в то же время, когда празднуют Шавуот. В книге «Сефер ха-хинух» написано, что еврейский народ был освобождён из Египта только для того, чтобы получить Тору и исполнять её заповеди, поэтому счёт омера показывает, насколько еврей хочет принять Тору.

## Происхождение традиции
Заповедь отсчёта омера приведена в книге Левит:

Отсчитайте себе от первого дня после праздника, от того дня, в который приносите сноп потрясания, семь полных недель, до первого дня после седьмой недели отсчитайте пятьдесят дней, и тогда принесите новое хлебное приношение Господу…
— Лев. 23:15, 16
Омер — библейская единица измерения объёма зерна. На второй день Песаха в знак разрешения есть зерно из нового урожая в Храме приносился в жертву омер ячменя. На 50-й день после начала отсчёта, соответствующий празднику Шавуот, в жертву приносились два хлеба из нового урожая пшеницы.
В мидраше (глава «Эмор») объясняется, что когда сыны Израиля выходили из Египта, Моисей объяснил им, что через 49 дней после исхода им будет дана Тора. Народ был так взволнован предстоящим после физического освобождения из Египта духовным освобождением, что отсчитывал дни вплоть до дарования Торы у подножия горы Синай.

## Правила отсчёта

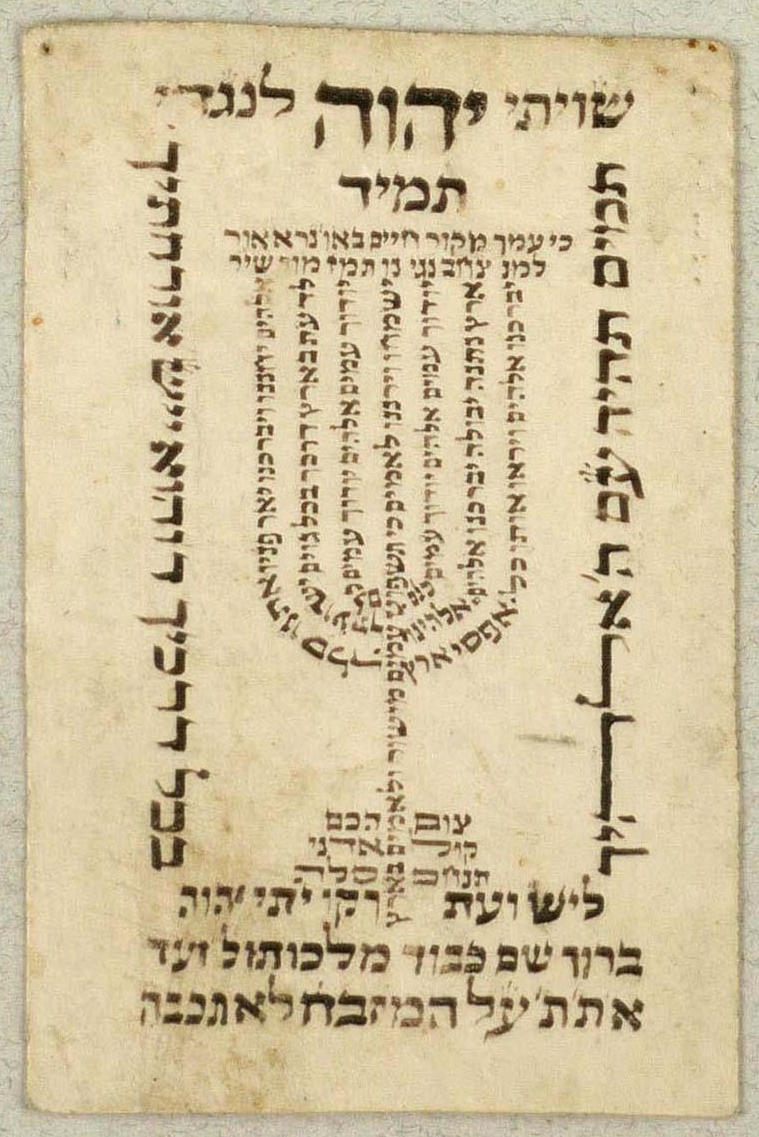
Псалом 66, оформленный в виде меноры каббалистической «Шивити»

После наступления ночи (примерно через 30 минут после захода солнца), человек, отсчитывающий омер произносит благословение «Благословен Ты, Господи, Бог наш, Владыка Вселенной, освятивший нас своими заповедями и давший нам повеление о счёте [дней после принесения] омера».
Затем произносится счёт омера в полных днях, а также неделях и днях, например, на 23-й день омера счёт будет следующим: «Сегодня — двадцать три дня, что составляет три недели и два дня омера». Отсчёт производится на еврейском языке (йеменскими евреями — на арамейском языке, см. тиклаль).
Согласно галахе благословение можно произнести только в течение ночи. Если человек вспомнит о счёте утром или после обеда следующего дня, счёт производится без благословения. Если кто-то забыл посчитать день, он может продолжить отсчитывать следующие дни, но уже без благословения.
В продаже имеются специальные календари для отсчёта омера, которые могут иметь различную форму — от декоративных шкатулок со встроенным свитком, показывающим счёт для каждого дня через небольшое отверстие, до отрывных и настенных календарей. Календари омера часто вешаются в синагогах для удобства молящихся, отсчитывающих омер вместе с общиной в конце вечерней службы. Существуют счётчики омера для персональных компьютеров, производится рассылка на мобильные телефоны посредством СМС.
Каббалисты, после отсчёта омера, прочитывают псалом 66 (который содержит 7 стихов и 49 слов по числу недель и дней отсчёта омера) и молитву «Ана бе-хоах».

## Символизм
Период омера считается подходящим временем для духовного роста, человек должен работать над одной из мидот (хороших черт) путём размышлений и развития одной из них в каждый из 49 дней омера.
Процесс духовного роста и развития характера в этот период сравнивается с двумя типами зерна, приносимыми в жертву в Песах и Шавуот. В древности ячмень был кормом для животных, а пшеница — пищей человека. В египетском рабстве евреи достигли почти необратимой точки духовного падения, поэтому исход в Песах не являлся их заслугой, а был подарком, подобно корму для животных, от которых не ожидается развития их духовного потенциала. Однако в следующие сорок девять дней еврейский народ работал над собой, чтобы принять Тору за свои собственные заслуги, получение Торы требовало духовного роста и объединения усилий всех евреев, поэтому в Шавуот в жертву приносится «человеческая пища».
В Каббале каждая из семи недель отсчёта омера связана с одной из семи нижних сфирот: хесед, гвура, тиферет, нецах, ход, йесод и малхут. Каждый день недели также связан с одной из этих сфирот, что даёт в результате сорок девять комбинаций, например, первый день омера — это «хесед в хеседе», второй — «гвура в хеседе», первый день второй недели — «хесед в гвуре», второй день второй недели — «гвура в гвуре». Каждая из этих комбинаций символизирует черту характера, которая может быть исправлена или развита.
Дни омера являются также благоприятным временем для изучения Пиркей Авот 6:6, где перечислены сорок восемь условий постижения Торы. Раввин Аарон Котлер объясняет, что в каждый из сорока восьми дней отсчёта омера можно изучать по одному «условию», а на сорок девятый день следует повторить их целиком.

## Полутраур
Период отсчёта омера является временем полутраура, запрещено стричь волосы, бриться, слушать живую инструментальную музыку, а также проводить свадьбы и развлекательные мероприятия. Традиционно это объясняется памятью о гибели 24000 учеников рабби Акивы, согласно Талмуду в дни отсчёта омера 12000 пар учеников были умерщвлены за неуважение друг к другу. По мнению некоторых авторитетов, в действительности это является зашифрованным намёком ранних талмудистов на участие учеников рабби Акивы в восстании против римского владычества.
Раввин Йехиэль Михаэль Эпштейн, автор книги «Арух ха-шульхан», утверждает, что траурный период увековечивает также память евреев, убитых в результате крестовых походов, погромов и кровавых наветов, происходивших в Европе в течение 1000 лет после периода рабби Акивы.
Тридцать третий день отсчёта омера — Лаг ба-омер считается днём прекращения эпидемии (появлением надежды на победу восстания), поэтому в этот день все правила траура отменяются (однако, некоторые сефардские общины продолжают траур до 34 дня омера, который считается у них днём радости и праздника). У испанских и португальских евреев этот обычай отсутствует. Многие религиозные сионисты бреются и выполняют другие действия, обычно запрещённые в траур — в Йом ха-ацмаут (День независимости Израиля), и затем не бреются до конца траурного периода омера. Некоторые евреи в период омера бреются в пятницу после обеда, чтобы быть опрятными для встречи шаббата.
На практике период и степень траура евреями — различен и во многом это зависит от семейных и общинных традиций:
- В некоторых семьях слушают музыку в пасхальную неделю, а затем начинают период траура до Лаг ба-омера.
- Некоторые сефардские еврейские семьи начинают период траура с первого дня месяца ияр и продолжают его тридцать три дня до третьего сивана.
- Среди многих жителей Иерусалима распространён обычай соблюдать траур в течение всего периода отсчёта омера, за исключением дня Лаг ба-омер и трёх последних дней отсчёта.

## Лаг ба-омер
Лаг ба-омер считается днём прекращения эпидемии, поразившей учеников рабби Акивы. Кроме того, на Лаг ба-омер приходится йорцайт (годовщина смерти) рабби Шимона бар Иохая, ученика рабби Акивы и одного из величайших знатоков Торы своего поколения, считающегося автором каббалистического труда «Зогар». В память о нём в Лаг ба-омер зажигаются костры, устраиваются пикники, шествия и свадьбы. Данный обычай особенно распространён среди хасидов и изучающих каббалу.

## В караизме
Караимы начинают отсчёт омера в вечер первого шаббата после Песаха, а не 16 нисана.